# Oisemont
Oisemont je francouzská obec v departementu Somme v regionu Hauts-de-France. V roce 2010 zde žilo 1 189 obyvatel.